# Centromerus lakatnikensis
Centromerus lakatnikensis là một loài nhện trong họ Linyphiidae.
Loài này thuộc chi Centromerus. Centromerus lakatnikensis được miêu tả năm 1931 bởi Drensky.